# فيرونيكا تشن
فيرونيكا تشن (بالإسبانية: Verónica Chen)‏ هي مونتيرة وكاتبة سيناريو ومخرجة أرجنتينية، ولدت في 12 فبراير 1969 في بوينس آيرس في الأرجنتين.

## وصلات خارجية
- فيرونيكا تشن على موقع IMDb (الإنجليزية)
- فيرونيكا تشن على موقع ألو سيني (الفرنسية)
- فيرونيكا تشن على موقع أول موفي (الإنجليزية)
- فيرونيكا تشن على موقع قاعدة بيانات الفيلم (الإنجليزية)
- فيرونيكا تشن على موقع كينوبويسك (الروسية)